# Who'll Stop the Rain
Who'll Stop the Rain è un singolo del gruppo rock statunitense Creedence Clearwater Revival, pubblicato nel 1970 ed estratto dall'album Cosmo's Factory.
Il brano, scritto da John Fogerty, è la B-side di Travelin' Band.
Inoltre dà il titolo al film del 1978 di Karel Reisz (I guerrieri dell'inferno in italiano) con Nick Nolte. La canzone, insieme ad altri successi dei Creedence, è presente nella colonna sonora.
Nel 2004 è stato inserito nella lista dei 500 migliori brani musicali stilata da Rolling Stone alla posizione 188.